# Sebastiano Mannironi
Sebastiano Mannironi (* 22. Juli 1930 in Nuoro auf Sardinien; † 11. Juni 2015) war ein italienischer Gewichtheber. Der 1,62 Meter große Sportler startete für Polisportiva Gennargentu aus Nuoro sowie die Gruppo Sportivo Fiamme Oro aus Rom. Bei den Olympischen Spielen 1960 gewann Mannironi die Bronzemedaille im Federgewicht.
Mannironi nahm außerdem an den olympischen Wettbewerben 1956 und 1964 teil: Bei seiner ersten Teilnahme beendete er den Wettkampf nicht, während er 1964 den fünften Rang belegte.
Zwischen 1953 und 1966 erreichte der Italiener außerdem je zwei Silber- und Bronzemedaillen bei Weltmeisterschaften sowie eine Gold-, fünf Silber- und vier Bronzemedaillen bei Europameisterschaften.
Im Jahr 1958 stellte er außerdem einen Weltrekord im Reißen der Federgewichtsklasse auf.